# جوجي إكيغامي
جوجي إكيغامي (باليابانية: 池上 丈二) (مواليد 6 نوفمبر 1994)، هو لاعب كرة قدم كان يلعب كلاعب وسط.

## وصلات خارجية
- جوجي إكيغامي على موقع رابطة كرة القدم اليابانية للمحترفين (اليابانية)
- جوجي إكيغامي على موقع قاعدة بيانات كرة القدم.إي يو (الإنجليزية)
- جوجي إكيغامي على موقع Soccerway.com (الإنجليزية)
- جوجي إكيغامي على موقع عالم كرة القدم.نت (الإنجليزية)